# Fort McKinley
Fort McKinley és una concentració de població designada pel cens dels Estats Units a l'estat d'Ohio. Segons el cens del 2000 tenia 3.989 habitants.

## Demografia
Segons el cens del 2000, Fort McKinley tenia 3.989 habitants, 1.587 habitatges, i 1.068 famílies. La densitat de població era de 1.158 habitants per km².
Dels 1.587 habitatges en un 31,3% hi vivien nens de menys de 18 anys, en un 39,3% hi vivien parelles casades, en un 23,6% dones solteres, i en un 32,7% no eren unitats familiars. En el 28,2% dels habitatges hi vivien persones soles el 9,8% de les quals corresponia a persones de 65 anys o més que vivien soles. El nombre mitjà de persones vivint en cada habitatge era de 2,47 i el nombre mitjà de persones que vivien en cada família era de 3.
Per edats la població es repartia de la següent manera: un 26,6% tenia menys de 18 anys, un 7,6% entre 18 i 24, un 30,1% entre 25 i 44, un 21,9% de 45 a 60 i un 13,7% 65 anys o més.
L'edat mediana era de 37 anys. Per cada 100 dones de 18 o més anys hi havia 81,3 homes.
La renda mediana per habitatge era de 31.933 $ i la renda mediana per família de 41.490 $. Els homes tenien una renda mediana de 28.224 $ mentre que les dones 25.903 $. La renda per capita de la població era de 16.155 $. Aproximadament el 10,3% de les famílies i el 15,4% de la població estaven per davall del llindar de pobresa.

## Poblacions més properes
El següent diagrama mostra les poblacions més properes.